# ヒーロー断崖
ヒーロー断崖（ヒーローだんがい、英: Hero Rupes）は、水星の表面にある長さ300km以上におよぶ断崖で、水星の南半球に位置している。1974年にマリナー10号によって発見されたこの断崖は、水星の核の冷却に伴って形成された衝上断層と考えられている。
この崖は、ナサニエル・パーマーが1820年から1821年にかけて南極大陸沿岸部の探険の際に乗船した、スループ船ヒーロー (Hero) 号に由来する。